# Ingeborga Dapkūnaitė
Ingeborga Dapkūnaitė (Vílnius, 20 de gener de 1963) és una actriu lituana, principalment de cinema. Malgrat haver format part d'algunes produccions internacionals, Dapkūnaitė ha desenvolupat la major part de la seva carrera professional a Rússia.

## Biografia
Ingeborga Dapkūnaitė va néixer a Vílnius, aleshores capital de la República Socialista Soviètica de Lituània. El seu pare era diplomàtic i la seva mare meteoròloga. Durant molts anys, els seus pares van treballar a Moscou i ella els veia només els dies festius. Dapkūnaitė va ser sota la cura dels seus avis, un oncle i una tia seva, músics a una orquestra de teatre, durant les llargues absències dels seus pares.
Als quatre anys va aparèixer per primera vegada a l'escenari del teatre de l'òpera de Vílnius, on la seva àvia era administradora, a l'òpera de Puccini Madame Butterfly. Malgrat haver-se'n iniciat tan prematurament, semblava tenir poc interès per l'art dramàtic, la dansa, el cant, o la música. En la seva infància i joventut, va demostrar més interès per seguir una carrera a l'esport, ja que practicava patinatge artístic sobre gel i bàsquet, esports molt populars a Lituània.

## Carrera professional
Dapkūnaitė va fer una sèrie de petits papers en algunes pel·lícules de Hollywood com Mission: Impossible (1996) i Set anys al Tibet (1997), a l'última de les quals ella apareix com l'esposa de Heinrich Harrer (interpretat per Brad Pitt). No obstant això, el seu paper més conegut va ser el de Maroussia, l'esposa del coronel Sergei Kotov (interpretat per Nikita Mikhalkov) a la pel·lícula guanyadora d'un Oscar a la millor pel·lícula de parla no anglesa Cremat pel sol (1994). El 2001 va ser membre del jurat en el vint-i-tresè Festival Internacional de Cinema de Moscou.
Posteriorment també va interpretar a la tsarina Alejandra Fiódorovna Románova a la miniserie britànica de 2003 The Lost Prince, va aparèixer a la pel·lícula Voinà (lit. La guerra) d'Aleksei Balabànov i va ser la mare del caníbal fictici i assassí en sèrie Hannibal Lecter a la pel·lícula Hannibal Rising (2007).